# Megachile papuana
Megachile papuana är en biart som beskrevs av Cockerell 1929. Megachile papuana ingår i släktet tapetserarbin, och familjen buksamlarbin. Inga underarter finns listade i Catalogue of Life.